# Paul Dessau

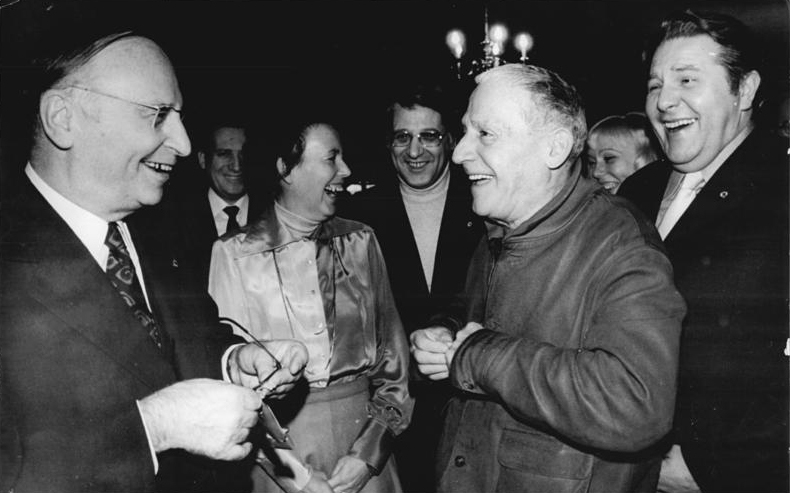
Paul Dessau zu seinem 80. Geburtstag beim Solidaritätskonzert (1974)

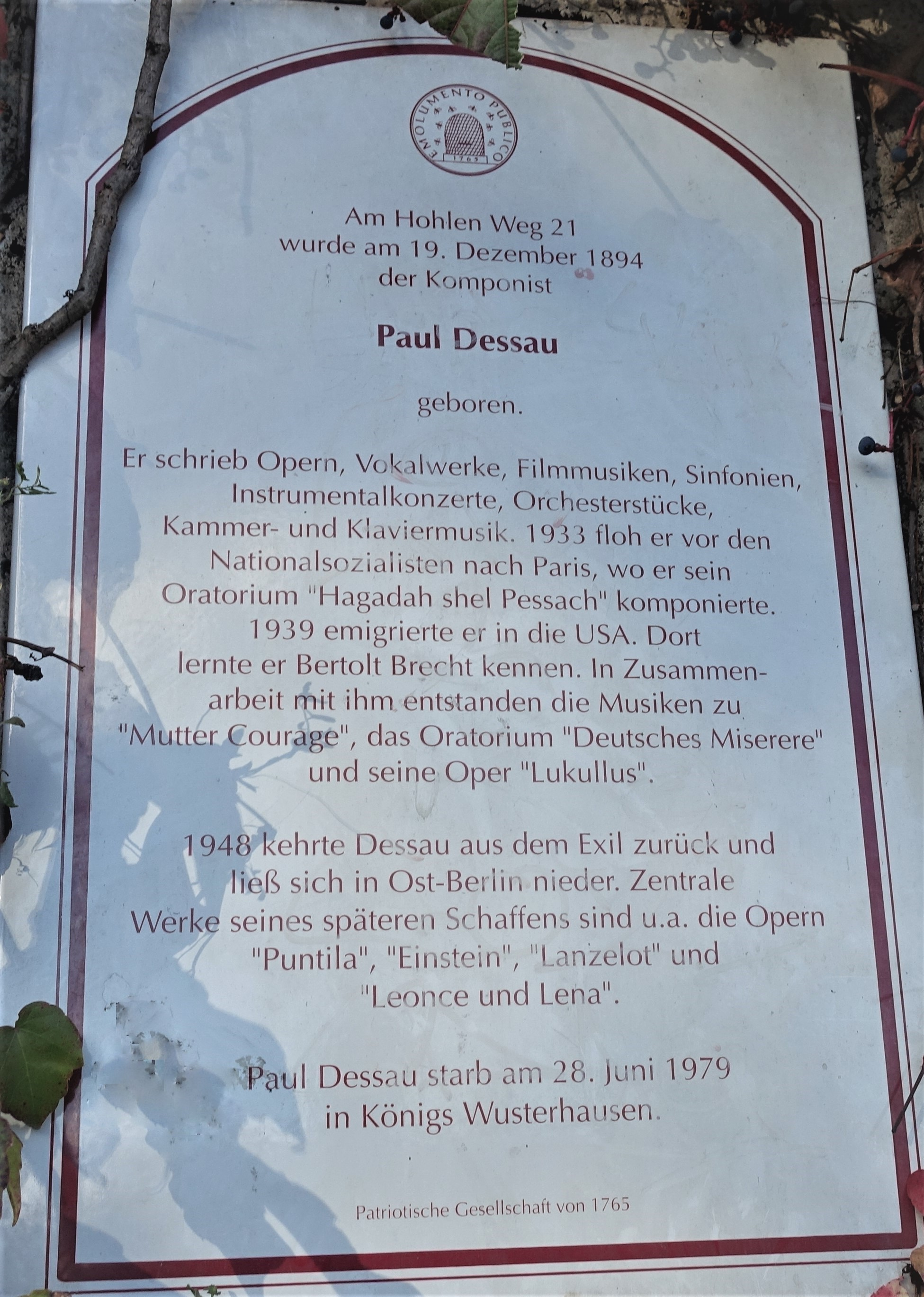
Gedenktafel für Paul Dessau in der Nähe der Hauptkirche Sankt Michaelis in Hamburg

Paul Dessau (* 19. Dezember 1894 in Hamburg; † 28. Juni 1979 in Königs Wusterhausen bei Berlin) war ein deutscher Komponist und Dirigent.

## Leben

### Familiärer Hintergrund
Dessau wurde in eine Musikerfamilie hineingeboren. So waren sein Urgroßvater, Berend Moses Dessau (1791–1851), sowie sein Großvater, Moses Berend Dessau (1821–1881), bekannte Kantoren der deutsch-israelitischen Gemeinde in Hamburg. Sein Onkel Bernhard Dessau (1861–1923) wirkte von 1898 bis 1918 als Konzertmeister an der Königlichen Kapelle, dem Orchester der Berliner Königlichen Oper Unter den Linden  und war zudem kompositorisch tätig. Paul Dessaus Cousin Max Winterfeld wurde unter dem Namen Jean Gilbert als Operettenkomponist bekannt.
Dessaus Eltern waren der Zigarrenfabrikant Sally Dessau (1849–1923), welcher sich aus Liebhaberei Gesangsvorträgen widmete, und dessen Frau Louise, geborene Burchard (1863–1942).
Dessaus Hamburger Geburtshaus im Hohler Weg 21 wurde 1943 zerstört, wie auch das gesamte Wohnviertel um die Michaeliskirche. Jedoch sind mehrere Häuser, welche die innerhalb Hamburgs häufig umziehende Familie Dessau später bewohnte, bis heute noch erhalten.

### Musikalische Ausbildung
Durch seinen Vater kam Dessau schon früh mit den Standardwerken des Musiktheaters in Berührung – bereits mit drei Jahren soll er laut seinen Eltern den Prolog aus der Oper Bajazzo gesungen haben. Ginge es nach dem Vater, sollte der Sohn ebenfalls Sänger werden. Eine Geige aber, die Dessau als Sechsjähriger von seinem Onkel Bernhard geschenkt bekam, lenkte den vorläufigen Weg auf eine Karriere als Violinsolist. Als solcher debütierte er in Altona im Alter von elf Jahren mit Werken von Mozart, Svendsen und Wieniawski vor einem größeren Auditorium. Vier Jahre später gab er sein erstes eigenes Konzert. Schon in diesem jungen Alter spielte Dessau alle Violinkonzerte von Mozart und brachte ein verschollenes Haydn-Konzert zur Erstaufführung.
Die vielversprechende Solistenlaufbahn endete jedoch bereits im Alter von 16 Jahren, als eine Schwäche der linken Hand festgestellt wurde. Nach Aussage des Violinlehrers würden Terzläufe Dessau „unüberwindliche Schwierigkeiten“ bereiten. Die erste erhaltene Komposition Dessaus begann er in diesem Alter zu komponieren: die Oper Giuditta (1910–1912). Hier zeigte sich schon die Begeisterung des jungen Dessau für das Musiktheater.
Der Rat, seiner musikalischen Begabung eine andere Richtung zu geben, führte Dessau nach Berlin. Dort durchlief er ab 1909 am Klindworth-Scharwenka-Konservatorium eine vierjährige Ausbildung zum Kapellmeister mit dem Hauptfach Violine bei Florián Zajíc. Daneben erhielt er Klavierunterricht vom Brahmsschüler Eduard Behm, der ihm besonders das Partiturspiel nahebrachte.

### Erste Anstellungen
18-jährig wurde Dessau für die Spielzeit 1912/1913 als Korrepetitor an das Hamburger Stadttheater verpflichtet, wo er nicht nur die wichtigsten Werke der Zeit einstudieren und die Arbeit der Dirigenten Felix Weingartner und Arthur Nikisch studieren durfte. Er traf mit bedeutenden Persönlichkeiten wie Giacomo Puccini und Enrico Caruso zusammen und nahm auch bei Max Julius Loewengard erstmals Kompositionsunterricht. Von dem jugendlichen Ehrgeiz, Engagement und Selbstbewusstsein Dessaus zeugt sein Bericht über die Probenarbeit für die Neuinszenierung von Wagners Walküre durch Hans Loewenfeld:

„Ich habe Blut und Wasser geschwitzt! Am Probenplan stand plötzlich: Walküre 3. Aufzug 1. Szene, am Klavier – Dessau. Das sah ich abends! Ich dachte: um Gottes Willen – nach Hause! […] Zu Hause habe ich dann die ganze Nacht gesessen und den Klavierauszug beziffert […] und kam genau bis zu Wotans Auftritt […] Da habe ich also bis morgens um 6 Uhr gewalkürt, ging dann um 10 Uhr lustig in die Probe und spielte. Ich spielte es glänzend durch bis zu Wotans Auftritt […], stand auf und sagte: ‚Bis hierher, Herr von Weingartner, habe ich geübt – weiter kann ich nicht.‘ Er setzte sich ans Klavier und spielte weiter.“

Eine Anstellung als Zweiter Kapellmeister am Bremer Tivoli-Theater, vermittelt durch seinen Cousin Jean Gilbert, war für Dessau unbefriedigend und nur von kurzer Dauer.

### Kriegserfahrung
Nach dem Beginn des Ersten Weltkriegs wurde Dessau im Herbst 1915 zum Kriegsdienst eingezogen. Ein halbes Jahr mit dem 84. Infanterieregiment Schleswig-Holstein im Schützengraben an der französischen Front bedeuteten für den Menschen und Künstler Dessau einen tiefgreifenden Einschnitt. Er lernte die „Schreckensherrschaft des entfesselten Militarismus“ kennen, entwickelte einen „unversieglichen Abscheu gegen alles was ‚Drill‘ heißt“ und eine entschieden antimilitaristische Haltung: „Schnell wurde mir der Wahnsinn des Krieges bewusst. Die Herren Vorgesetzten trugen dazu bei, meinen Haß auf den preußischen Kadavergehorsam bis zum Äußersten zu steigern.“
Nach seiner verletzungsbedingten Rückkehr nach Deutschland wurde Dessau für den Rest der Kriegszeit einer Militärkapelle zugeordnet.

### Lehrjahre in Hamburg, Köln und Mainz
Nach dem Ersten Weltkrieg wurde Dessau in der Saison 1918/1919 vom Intendanten Erich Ziegel erneut an die Hamburger Kammerspiele als Hauskomponist und Kapellmeister verpflichtet. Doch schon in der darauf folgenden Spielzeit verließ Dessau Hamburg und wechselte als Solorepetitor und Kapellmeister an die Kölner Oper unter Otto Klemperer. Aus der vierjährigen Zusammenarbeit mit Klemperer erwuchs eine lebenslange Freundschaft. 1923 wurde Dessau Erster Kapellmeister in Mainz.

### Kapellmeister in Berlin
1925 übernahm Dessau die Position als Erster Kapellmeister an der Städtischen Oper Berlin unter Bruno Walter.
„Ich war sehr unbeliebt bei Walter, denn ich habe ihm nie Elogen gemacht – ich kam von Klemperer und war das nicht gewöhnt.“
Dessaus wachsender Unzufriedenheit mit dem Musiktheaterbetrieb standen in dieser Zeit die ersten Erfolge als Komponist gegenüber:
Er erhielt 1925 den renommierten Preis des Musikverlags Schott für sein Concertino für Solo-Violine mit Flöte, Klarinette und Horn (1924), über welches Paul Hindemith äußerte: „Schreiben Sie nur mehr solcher zweiten Sätze“.
1927 folgten die von Wilhelm Steinberg in Prag uraufgeführte 1. Sinfonie und das Streichtrio.
Aufgrund kollegialer Differenzen endete Dessaus Opernanstellung 1927, und er schwor dem Musiktheater ab, wie er in seinen Notizen zu Noten schreibt. Um jeden Preis wollte er jedoch seine kompositorischen Studien und Arbeiten fördern und weiterentwickeln. Die hierfür notwendigen Mittel beschaffte er sich in der Folgezeit durch kompositorische Mitarbeit an mehreren Filmen.

### Filmmusik (1928–1933)
Dessau hat sein filmmusikalisches Schaffen später als „eine eigentümliche, aber wichtige Schule“ eingeordnet. Ab 1928 arbeitete er als Geiger, Kapellmeister und Komponist am Berliner Erstaufführungskino „Alhambra“. Er schuf illustrative Begleit- wie eigenständige Originalmusik und vertonte Kurzstummfilme, darunter Walt Disneys Frühwerk Alice in Cartoonland. Gleichzeitig entwickelte er neuartige Kulturprogramme für das Filmtheater. So gewann er für die von ihm ins Leben gerufenen Mitternachtskonzerte bedeutende Künstler wie Paul Hindemith. Mit der Ablösung des Stummfilms durch den Tonfilm endete Dessaus Verpflichtung am Kino „Alhambra“.
Ab Anfang der 1930er Jahre war Dessau als einer der führenden Filmkomponisten an der musikalischen Gestaltung der ersten Tonfilme beteiligt:
- Er schrieb umfangreiche Filmmusiken, zunächst für sogenannte Filmoperetten wie Die große Attraktion mit dem Tenor Richard Tauber, später für die monumentalen Berg- und Abenteuerfilme von Arnold Fanck Stürme über dem Mont Blanc (1930), Der weiße Rausch (1931) und SOS Eisberg (1933). Dabei experimentierte Dessau, stets bemüht, einen neuen Klang in seinen Filmmusiken zu entwickeln, mit der bausteinhaften Kombination verschiedenster Stilelemente unter Verwendung eines größtmöglichen Orchesterapparates.
- 1929 brachte Dessau seine erste experimentelle Tonfilm-Musik Episode beim Kammermusikfest Baden-Baden zur Aufführung.

Dort traf er auch zwei Jahre zuvor erstmals auf Bertolt Brecht – ein Kontakt, der für die Zukunft weitreichende Folgen haben sollte.

### Emigration nach Paris
Nach der Machtergreifung der Nationalsozialisten 1933 emigrierte Dessau, der als politisch links orientierter, fortschrittlicher Komponist jüdischer Abstammung dreifacher Verfolgung ausgesetzt gewesen wäre, nach Frankreich. Unmittelbarer Auslöser war die Denunziation eines Orchestermusikers während der Tonaufnahmen zu SOS Eisberg. Seinen Lebensunterhalt verdiente Dessau, der mit seiner Familie ein Haus in Herblay nahe Paris bewohnte, weiterhin mit Filmkompositionen. Das Exilleben trug entscheidend zur Politisierung Dessaus und seiner Musik bei sowie zur Ausprägung seines geistigen Standorts – als politischer Künstler, als Komponist einer avancierten Tonsprache und als Verfechter eines gestischen Musizierkonzepts.
Dessau beschäftigte sich verstärkt mit seiner kulturellen Herkunft und schrieb zahlreiche Werke mit hebräischen Texten und im jüdischen Musikidiom, darunter das hebräischsprachige Oratorium Hagadah schel Pessach (1934–1936) nach einem auf der Haggada beruhenden Libretto von Max Brod. 60 Jahre später, am 4. September 1994, wurde das Werk in Hamburg – nach der Uraufführung 1962 in Jerusalem – erstmals in Deutschland aufgeführt, allerdings wie in Jerusalem stark gekürzt. Die erste vollständige Aufführung fand am 21. April 2011 in New York statt. Außerdem schuf Dessau die Musik zu den Helmar-Lerski-Filmen Awodah (1935) und Adamah (1947).
Unter dem Pseudonym „Peter Daniel“ schrieb Dessau für die Arbeitersängerbewegung politische Lieder, Kantaten und Lehrstücke, teilweise nach Texten seiner Frau Gudrun Kabisch (Pseudonym: „Karl Ernst“). Darunter waren auch Die Thälmannkolonne und No pasaran, die der Arbeitersänger Ernst Busch zu den Internationalen Brigaden nach Spanien trug. Nicht nur Busch war zeitweise Gast bei den Dessaus, auch zu anderen Exilierten und Anhängern der kommunistischen Bewegung knüpfte der Komponist zahlreiche Kontakte.
Durch seine Bekanntschaft mit René Leibowitz, mit dem ihn ein wechselseitiges Lehrverhältnis und eine enge Freundschaft verbanden, und Erich Itor Kahn kam Dessau 1936 mit der Zwölftontechnik in Berührung, die sein kompositorisches Denken nachhaltig beeinflusste (später intensiviert durch die persönliche Begegnung mit Arnold Schönberg). Die Dodekaphonie fand erstmals Eingang in Dessaus Schaffen in dem durch Picassos Monumentalgemälde Guernica inspirierten, gleichnamigen Klavierstück.
1938 schrieb Dessau eine Schauspielmusik zur Erstfassung von Brechts Furcht und Elend des Dritten Reiches, die in der Regie von Slatan Dudow unter dem Titel 99 % – eine deutsche Heerschau uraufgeführt wurde.

### Emigration in die USA

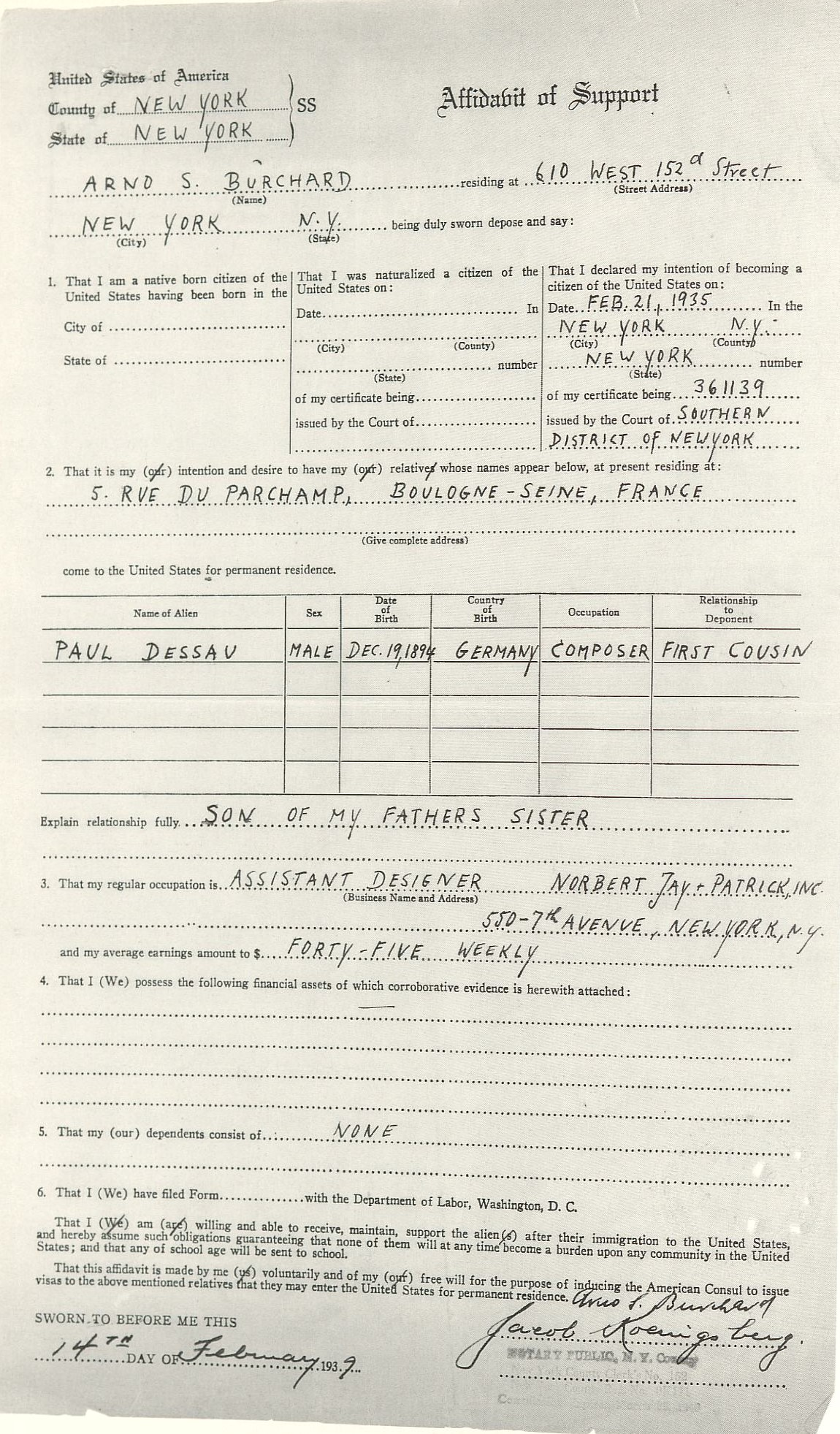
Affidavit seines Cousins Arnd Burchard, Februar 1939

Nach dem Ausbruch des Zweiten Weltkriegs emigrierte Dessau im Herbst 1939 in die USA, wo er todkrank in New York ankam. Er konnte aber gerettet werden.
Anfänglich verdiente sich Dessau ein knappes Einkommen mit Aushilfsarbeiten bei einem Verlag, wie dem Kopieren von Noten und Texten anderer Kollegen sowie als Musiklehrer in einem Kinderheim und einer Musikschule. Er führte Kompositionsaufträge aus und trat sporadisch mit eigenen Liedern auf.

„Er lebte in einem winzigen Souterrainzimmer, in dem das Wasser die Wände herunterlief, so daß sein einziges Wertstück, ein Klavier, bald unbrauchbar war. Um zu leben, arbeitete er auf einer Hühnerfarm (in New Brunswick), die jedoch weit außerhalb lag, so daß er früh um vier Uhr mit dem Vorortzug schon unterwegs sein mußte. Dieses Leben machte ihn fix und fertig. Alle Kraft brauchte er für den nackten Lebensunterhalt. An künstlerische Arbeit war nicht zu denken.“

Trotz der widrigen Lebensumstände beendete Dessau hier die bereits in Paris begonnene Kantate Les Voix nach Paul Verlaine, welche am 21. Mai 1941 auf dem Musikfest der Internationalen Gesellschaft für Neue Musik (IGNM) uraufgeführt wurde.

### Erste Arbeiten mit Brecht
1942 kam es während der Vorbereitungen zu einer Veranstaltung zur Wiederbegegnung mit Bertolt Brecht. Anlässlich eines Brecht-Abends stand unter anderem Die heilige Johanna der Schlachthöfe auf dem Programm. Da die Sängerin kurzfristig ausfiel, sang Dessau die von ihm komponierte Ballade der schwarzen Strohhüte spontan selbst. Beide Künstler verstanden sich sofort und es begann eine fruchtbare Zusammenarbeit, die bis zu Brechts Tod 1956 anhalten sollte.
Angeregt durch den Dichterfreund zog Dessau 1943 zusammen mit seiner Tochter Eva nach Los Angeles, wo er zunächst im Haus eines Freundes, des Schauspielers und Filmregisseurs Andrew Marton, wohnte. Hier in Hollywood, in der unmittelbaren Nachbarschaft vieler anderer prominenter Flüchtlinge, vor allem Bertolt Brecht, Arnold Schönberg, Hanns Eisler, Charles Laughton und seinem alten Freund Otto Klemperer, begann ein neuer Abschnitt in Dessaus Schaffen und seiner politischen Stellungnahme.
Das erste Projekt der Zusammenarbeit mit Brecht war das Antikriegs-Oratorium Deutsches Miserere nach Brechts Kriegsfibel, deren Epigramme Dessau vertonte und die Projektion der dokumentarischen Pressefotos vorschrieb. Dessau über das Deutsche Miserere: „In Amerika konnte es nicht gespielt werden, denn es geht uns an, unsere Entwicklung, unser Elend und unser Weiterkommen, unsere Geschichte.“
In dieser Zeit entstanden außerdem die Musik zu Mutter Courage und ihre Kinder (später grundlegend überarbeitet) und die nicht fertiggestellte Oper Die Reisen des Glücksgotts.
Das letzte wichtige Ergebnis der Zusammenarbeit mit Brecht in den USA war die Aufführung von Der gute Mensch von Sezuan mit Dessaus Bühnenmusik.
Bereits seit 1936 Kommunist, trat Dessau noch in den USA der Kommunistischen Partei bei.

### Wahlheimat DDR
1948 kehrte Dessau nach Deutschland zurück und ließ sich in Ost-Berlin nieder. Er entschied sich bewusst für die Sowjetische Besatzungszone (SBZ), die spätere DDR, in der Hoffnung, am Aufbau eines sozialistischen, demokratischen Deutschlands mitzuwirken. Dieser Idee fühlte er sich bis zu seinem Tod künstlerisch, politisch und moralisch verpflichtet, auch wenn er von Beginn an mit den staatlichen kulturpolitischen Instanzen in Konflikt geriet.
Am 11. Januar 1949 hatte Mutter Courage und ihre Kinder mit Dessaus überarbeiteter Musik im Deutschen Theater Premiere. In den folgenden Jahren verfassten Brecht und er mehrere Bühnenwerke für das neugegründete Berliner Ensemble: Die Ausnahme und die Regel, Herr Puntila und sein Knecht Matti, Wie dem deutschen Michel geholfen wird, Der Hofmeister, sowie das Aufbau-Lied für die FDJ.
Zwischen 1949 und 1951 arbeitete Dessau an der Vertonung des Librettos zu Brechts Radio-Hörspiel Das Verhör des Lukullus. Nach einer Probeaufführung am 17. März 1951 in Berlin unter Hermann Scherchen wurde die Musik als „volksfremd und formalistisch“ angegriffen und avancierte (unter Beteiligung der DDR-Staatsführung) zum Mitauslöser und Brennpunkt der ersten großen kunstpolitischen Debatte (sogenannte „Formalismusdebatte“) und der Diskussion über Sozialistischen Realismus in der Kunst der DDR. Nach intensiven Diskussionen mit Brecht, der Veränderung einiger Szenen, besonders des Schlusses, sowie der Änderung des Titels in Die Verurteilung des Lukullus wurde die Oper erst am 12. Oktober 1951 in Berlin öffentlich uraufgeführt, danach in der DDR jedoch bis 1957 nicht mehr gespielt.
Für die III. Weltfestspiele der Jugend im Sommer 1951 verfassten Brecht und Dessau die der FDJ gewidmete Kantate Herrnburger Bericht, eine von zahlreichen Arbeiten, mit denen Dessau direkt zu politischen Ereignissen Stellung bezog, so auch 1953 den Trauermarsch für den von Kriegshetzern meuchlings ermordeten Volkspolizisten Helmut Just für großes Blasorchester und 1963 das Requiem für Lumumba nach einem Text von Karl Mickel.
1954 zog Paul Dessau mit seiner Familie nach Zeuthen bei Berlin, wo er ein Haus in der Karl-Marx-Straße 20 erwarb (heute Niederlausitzstraße).
Dessau engagierte sich sehr für den Aufbau eines lebendigen Kulturlebens in der DDR:
- 1952 wurde er Mitglied der Deutschen Akademie der Künste in Berlin (Ost) und von 1957 bis 1962 deren Vizepräsident. 1965 wurde er auch Mitglied der Akademie der Künste in Berlin (West), aus der er aber 1968 – aus Protest gegen die westdeutsche Vietnampolitik zusammen mit Hans Werner Henze – wieder austrat.
- Ab 1952 lehrte er an der Staatlichen Schauspielschule in Berlin-Schöneweide im Lehrauftrag Musik. Gemeinsam mit den Studenten probierte er sein Melodram Lilo Herrmann nach dem biographischen Poem von Friedrich Wolf und leitete die Uraufführung während des II. Deutschlandtreffens der Jugend in den Kammerspielen des Deutschen Theaters am 6. Mai 1954. 1959 wurde Dessau zum Professor ernannt.

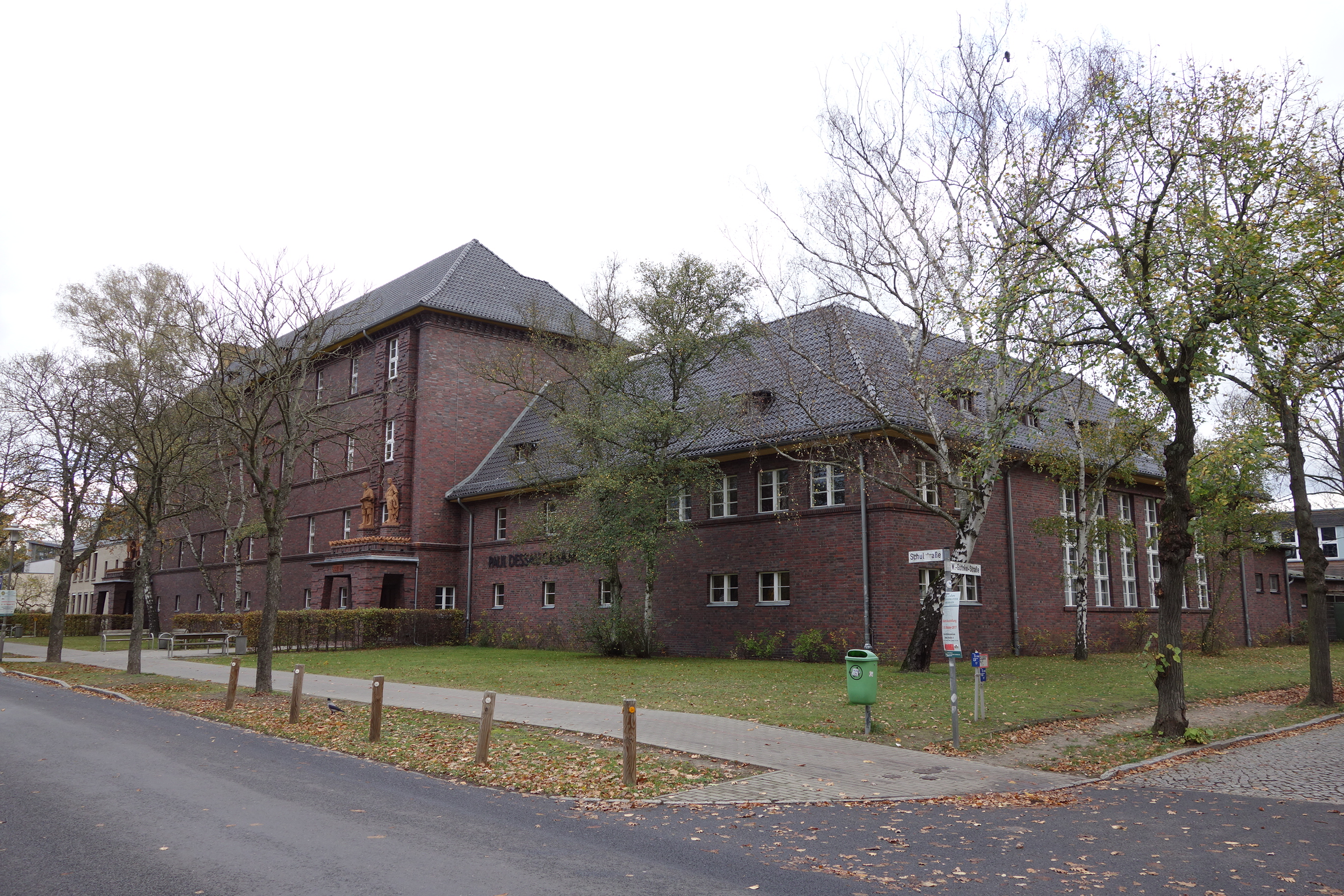
Paul-Dessau-Schule in Zeuthen

- Mit großer Kraft widmete sich Dessau auch der musikalischen Erziehung von Schulkindern und unterrichtete Musik an der Allgemeinbildenden Polytechnischen Oberschule I in Zeuthen, wo er ab 1954 lebte. Die Erkenntnisse dieser Arbeit fanden Eingang in Dessaus Buch Musikarbeit in der Schule. Zu Ehren Paul Dessaus wurde die Polytechnische Oberschule anlässlich seines 85. Geburtstages 1979 in „Paul-Dessau-Schule“ umbenannt.[14]
- Er betreute zahlreiche Meisterschüler, unter anderem Reiner Bredemeyer, Jörg Herchet, Hans-Karsten Raecke, Wilfried Jentzsch, Friedrich Schenker, Luca Lombardi, Karl Ottomar Treibmann und Günter Neubert. Obwohl formell nicht deren Lehrer, hatte Dessau auch umfassenden Einfluss auf den jungen Friedrich Goldmann sowie auf Paul-Heinz Dittrich.

Kompositorisch strebte Dessau nach der Verbindung appellativer Gebrauchsmusik sozialistischen Inhalts mit den Errungenschaften zeitgenössischer Materialbehandlung als auch nach innermusikalischer Politisierung autonomer Musik. Neben tagespolitisch inspirierten Liedern und Kantaten schrieb Dessau in dieser Zeit Schauspielmusiken, sinfonische und kammermusikalische Werke sowie die vier weiteren Opern Puntila (1956–1959), Lanzelot (1967–1969), Einstein (1969–1973) und Leonce und Lena (1976–1978). Die Opern wurden von seiner vierten Frau, der Regisseurin Ruth Berghaus, an der Deutschen Staatsoper Berlin inszeniert.
1961 entstand die von Dessau angeregte deutsch-deutsche Gemeinschaftskomposition Jüdische Chronik mit Boris Blacher, Karl Amadeus Hartmann, Hans Werner Henze und Rudolf Wagner-Régeny nach einem Text von Jens Gerlach.
Durch sein Verwenden der Zwölftontechnik, sein Eintreten für Arnold Schönberg sowie seine Kontakte zu Witold Lutosławski, Alfred Schnittke, Boris Blacher, Hans Werner Henze und Luigi Nono wurde Dessau einerseits zum Hoffnungsträger der jungen Avantgarde in der DDR, andererseits von offiziellen Stellen oft heftig attackiert und teilweise durch Nichtaufführung übergangen, öffentlich jedoch mit zahlreichen staatlichen Auszeichnungen bedacht.

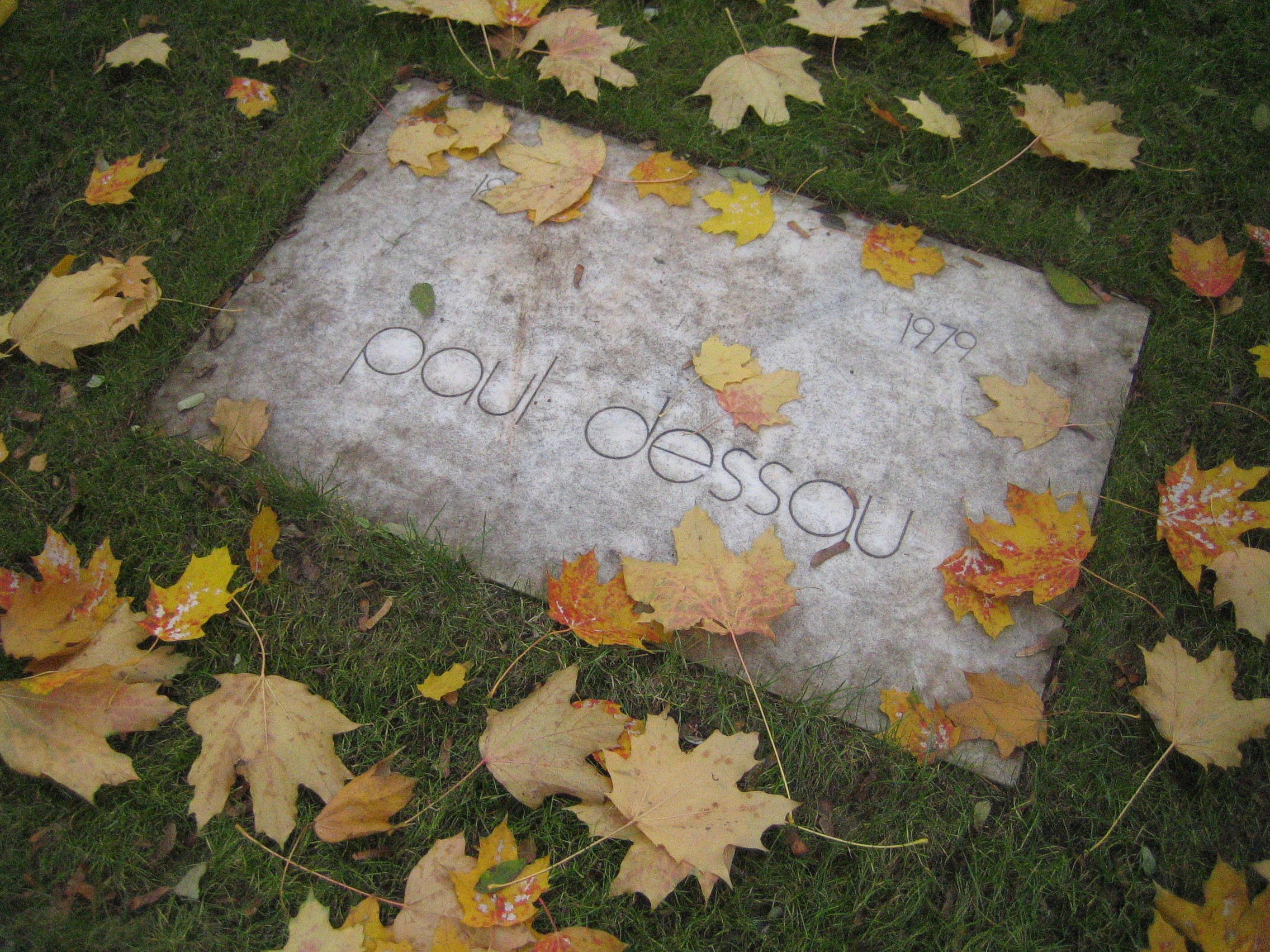
Das Grab von Paul Dessau auf dem Dorotheenstädtischen Friedhof in Berlin

Dessau wahrte trotz seiner idealistischen Verbundenheit und dem Glauben an die Notwendigkeit des sozialistischen Weges eine kritische Distanz gegenüber dem eigenen Staat und der Vereinnahmung seiner Person als Repräsentationsfigur. So verfügte er auch testamentarisch, dass seine Bestattung auf dem Dorotheenstädtischen Friedhof in Berlin nicht als Staatsbegräbnis, sondern nur im Freundeskreis stattfinden sollte.

## Sonstiges

### Familie
1924 heiratete Dessau die Schauspielerin Gudrun Kabisch (1900–1955); der Ehe entstammen die Kinder Eva (* 1926) und Peter (* 1929). 1938 wurde die Ehe geschieden. Von 1948 bis 1951 war Dessau mit der Schriftstellerin und Mitarbeiterin Brechts Elisabeth Hauptmann verheiratet. 1952 ging er seine dritte Ehe mit Antje Ruge ein.
1954 heiratete Dessau die Choreografin und Regisseurin Ruth Berghaus. Der gemeinsame Sohn Maxim Dessau (* 1954) studierte an der Hochschule für Film und Fernsehen in Potsdam-Babelsberg und ist Filmregisseur.
Auch die US-amerikanische Journalistin Therese Peters (1913–1978) war eine Tochter von Paul Dessau.

### Pseudonyme
Im französischen Exil veröffentlichte Dessau mehrere Werke unter folgenden Pseudonymen:
- Henry Herblay (verschiedene Filmmusiken)
- Peter Daniel (Lieder für die Arbeitersängerbewegung)

### Auszeichnungen
Dessau erhielt folgende Auszeichnungen und Preise:
- Preis des Musikverlags Schott 1925
- Medaille für Kämpfer gegen den Faschismus 1933 bis 1945
- Nationalpreis der DDR für Kunst und Literatur, III. Klasse 1953
- Nationalpreis der DDR für Kunst und Literatur, II. Klasse 1956
- Nationalpreis der DDR für Kunst und Literatur, I. Klasse 1965 und 1974
- Kunstpreis des FDGB für Musik 1964
- Vaterländischer Verdienstorden in Gold 1965
- Karl-Marx-Orden 1969
- Ehrendoktorwürde der Karl-Marx-Universität Leipzig 1974[15]
- Goethe-Preis der Stadt Berlin 1978[16]
- Stern der Völkerfreundschaft in Gold 1979

## Darstellung Dessaus in der bildenden Kunst
- Jenny Mucci-Wiegmann: Paul Dessau (Porträtplastik, Zement, 1963)[17]

## Werke
Dessau komponierte Opern, szenische Spiele, Bühnen- und Ballettmusiken, Sinfonien und andere Orchesterwerke, Stücke für verschiedene Soloinstrumente sowie Vokalmusik. Seit den 1920er Jahren begleitete ihn das Interesse für Filmmusik, u. a. verfasste er Kompositionen für frühe Filme von Walt Disney, Begleitmusik für Stummfilme und für den frühen deutschen Tonfilm. Im Pariser Exil komponierte er u. a. das Oratorium Hagadah shel Pessach nach einem Libretto von Max Brod. In den 1950er Jahren konzentrierte sich sein Schaffen in Zusammenarbeit mit Bertolt Brecht auf das Musiktheater, in dieser Zeit entstanden seine Opern. Außerdem schrieb er Gebrauchsmusik für die Propaganda der DDR.

### Bühnenwerke

#### Opern
Alle Uraufführungen (UA) fanden an der Staatsoper Berlin statt:
- Giuditta (1910/1912; Fragment). Text: Manuel May
- Die Reisen des Glücksgotts (1945; Fragment). Text: Bertolt Brecht
- Die Verurteilung des Lukullus (1949–1951; früherer Titel: Das Verhör des Lukullus). Text: Bertolt Brecht. Probeaufführung 17. März 1951, UA 12. Oktober 1951
- Puntila (1956–1959). Text: Peter Palitzsch und Manfred Wekwerth nach Bertolt Brechts Herr Puntila und sein Knecht Matti. UA 15. November 1966 (Dirigent: Otmar Suitner)
- Die heilige Johanna der Schlachthöfe (1961; Fragment). Text: nach Bertolt Brechts Die heilige Johanna der Schlachthöfe
- Lanzelot (1967–1969). Text: Heiner Müller und Ginka Tscholakowa nach Jewgeni Schwarz und Hans Christian Andersen. UA 19. Dezember 1969
- Einstein (1969–1973). Text: Karl Mickel. UA 16. Februar 1974 (Dirigent: Otmar Suitner)
- Leonce und Lena (1976–1979). Text: Thomas Körner nach Georg Büchners Leonce und Lena. UA 24. November 1979 (Dirigent: Otmar Suitner)

#### Bühnen-/Schauspielmusik
Zu Stücken von Bertolt Brecht:

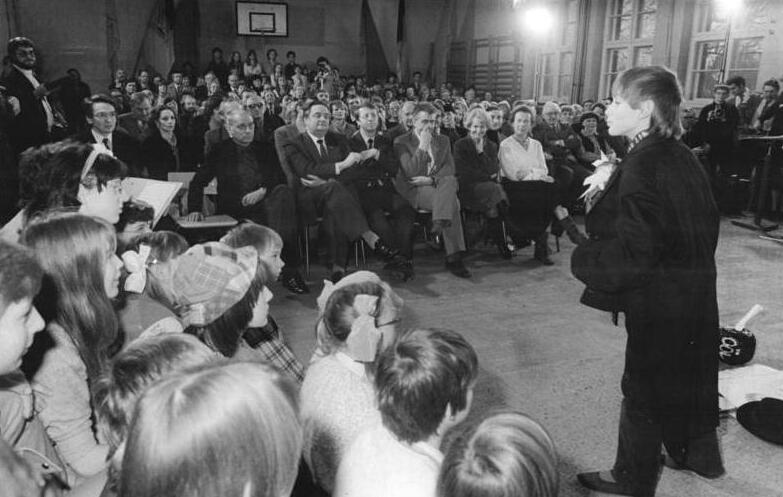
Aufführung des Singstücks „Rummelplatz“ zum 90. Geburtstag von Paul Dessau an der nach ihm benannten Schule in Zeuthen (18. Dezember 1984)

- 99 % – eine deutsche Heerschau (1938; später: Furcht und Elend des Dritten Reiches)
- Mutter Courage und ihre Kinder: Chronik aus dem Dreißigjährigen Krieg (1946–1949)
- Der gute Mensch von Sezuan (1947–1948)
- Die Ausnahme und die Regel (1948); Lehrstück
- Herr Puntila und sein Knecht Matti (1949), Volksstück
- Wie dem deutschen Michel geholfen wird (1949), Clownspiel
- Mann ist Mann (1951–1956)
- Der kaukasische Kreidekreis (1953–1954)

Zu Bearbeitungen von Brecht:
- Der Hofmeister (1950; nach Jakob Michael Reinhold Lenz)
- Don Juan (1953; nach Molière)
- Coriolan (1964; nach William Shakespeare)

Zu Stücken von Johann Wolfgang von Goethe:
- Faust I (1949)
- Urfaust (1952)
- Faust II (1952–1953)
- Egmont (1970)

Zu Stücken von Peter Weiss:
- Die Ermittlung (1965)
- Vietnam-Diskurs (1967–1968)

Zu Stücken anderer Autoren:
- Der arme Konrad (1951; Friedrich Wolf)
- Das Leben kein Traum (1951; Heinrich Goertz)
- An beiden Ufern der Spree (1951; Bruno Aulich)
- Die Verbündeten (1951; Alfred Kantorowicz)
- Fastnachtsspiel (1955; Wera Küchenmeister)
- Der Weg nach Füssen (1955–1956; Johannes R. Becher)
- Rummelplatz 1963 (1963; Fritz Baronick)
- Herakles oder die Hydra (Zement) (1973; Heiner Müller)

#### Tanzszenen
- Ballet (1945; Szenarium: Lotte Goslar), Fragment
- Bewegungsmusik zum „Zukunftslied“ für Chor und 13 Instrumente (1950; Szenarium: Jean Weidt)
- Die den Himmel verdunkeln sind unsere Feinde (1958; Szenarium: Ruth Berghaus, Jens Gerlach, Joachim Tenschert)
- Flug zur Sonne (1959; Szenarium: Ruth Berghaus)
- Hände weg! (1961–1962; Szenarium: Ruth Berghaus)

### Funk und Film

#### Hörspiele
- Orpheus (1930–1931; Text: Robert Seitz), bearbeitet als Kurzoper Orpheus und der Bürgermeister (1976–1977)
- Drachen über den Zelten (1953; Text: Günther Rücker)
- Die Witwe Capet (1955; Text: Günther Rücker nach Lion Feuchtwanger), Fragment

#### Filmmusik
- Richard Eichberg: Schmutziges Geld (1928)
- Lotte Reiniger: Doktor Doolittle und seine Tiere (1928; weitere Musik von Kurt Weill und Paul Hindemith)
- Władysław Starewicz: Der verzauberte Wald, Die Wunderuhr (beide 1928)
- Walt Disney: Kurzfilmreihe Alice in Cartoonland (1928/1929)
- Hans Conradi: Tonfilm-Experiment Episode (1929)
- Arnold Fanck: Stürme über dem Mont Blanc (1930), Der weiße Rausch (1931), SOS Eisberg (1933)
- Operettenfilme mit Richard Tauber: Das Land des Lächelns (1930), Melodie der Liebe (1932)
- Ewald André Dupont: Salto Mortale (1931)
- Andrew Marton: Nordpol – Ahoi! (1932–1933; verschollen)
- Helmar Lerski: Awodah (1935), Adamah (1947)
- Max Ophüls: Yoshiwara (1937)
- Robert Siodmak: Cargaison Blanche (1937; dt.: Weiße Fracht für Rio), The strange affair of uncle Harry (1945; dt.: Onkel Harrys seltsame Affäre)
- Vincent Sherman: Mr. Skeffington (1944), Nora Prentiss (1947)
- Die Frau in Grün (1945) (Sherlock-Holmes-Reihe mit Basil Rathbone)
- Edgar G. Ulmer: The Wife of Monte Cristo (1946; dt.: Die Gräfin von Monte Christo)
- Alfred Hitchcock: The Paradine Case (1947; dt.: Der Fall Paradin)
- W. Lee Wilder: The Pretender (1947), The vicious circle (1948)
- Edgar G. Ulmer: Ohne Erbarmen (Ruthless, 1948) als musikalischer Direktor
- Annelie und Andrew Thorndike: Du und mancher Kamerad (1956), Urlaub auf Sylt (1957), Unternehmen Teutonenschwert (1958), Das russische Wunder (1961–1963)
- Jürgen Böttcher: Dresden, wenige Jahre danach (1959)

unter dem Pseudonym Henry Herblay:
- I. R. Bay: Accord final (1938)
- Kurt Bernhardt: Carrefour (1938)
- Max Ophüls: Werther (1938)

### Vokalmusik

#### Chorwerke
- Hagadah shel Pessach, Oratorium für Chor, Solisten, Kinderchor und Orchester (1934–36, UA Jerusalem 1962; Text: Max Brod)
- Deutsches Miserere (1943–1944; Text: Bertolt Brecht)
- Internationale Kriegsfibel (1944–1945; Text: Bertolt Brecht)
- 3 Grabschriften (1948–1951; nach Bertolt Brecht):
  - 1. Grabschrift für Rosa Luxemburg (1948, 1951 bearbeitet)
  - 2. Grabschrift für Liebknecht (1948, 1951 bearbeitet)
  - 3. Grabschrift für Lenin (1951, 1969 bearbeitet für Orchestermusik Nr. 3)
- Herrnburger Bericht (1951; Text: Bertolt Brecht)
- Lilo Herrmann, Melodram (1952–1953; Text: Friedrich Wolf)
- Die Erziehung der Hirse, Musikepos (1952–1954; Text: Bertolt Brecht)
- Appell der Arbeiterklasse (1960–1961; Text: Brecht, Becher, Ehrenburg, Kunert, Maurer, Zusammenstellung: Wera Küchenmeister)
- Marburger Bericht (1961; Text: Jens Gerlach)
- Requiem für Lumumba (1961–1963; Text: Karl Mickel)
- Krieg und Friede (1955; Text: Matthias Claudius)
- Sang der Gesänge (1962; Text: Wladimir Majakowski)
- Gruss an die Partei (Chormusik Nr. 5 für großen Chor, Bass-Solo und großes Orchester) (1976; Text: Heiner Müller nach Zitaten aus einer Rede Erich Honeckers)
- 5 Lieder für dreistimmigen Frauenchor a cappella:
  - Die Thälmannkolonne (1936)
  - Mein Bruder war ein Flieger
  - Vom Kind, das sich nicht waschen wollte
  - Sieben Rosen hat der Strauch
  - Lied von der Bleibe
- Vier achtstimmige Chöre nach Brieftexten und Berichten von Vincent und Theo van Gogh (1976; Martin Flämig und dem Kreuzchor gewidmet)
  - Schönheit der Arbeit
  - Die Bauern
  - Die Kraft der Arbeit
  - Trauer um Vincent

#### Lieder
- Kampflied der schwarzen Strohhüte (1936)
- Die Thälmann-Kolonne bzw. Spaniens Himmel (1936)
- Lied einer deutschen Mutter (1943)
- Das deutsche Miserere (1943)
- Horst-Dussel-Lied (1943)
- Wiegenlied für Gesang und Gitarre (1947)
- Grabschrift für Gorki (1947)
- Aufbaulied der FDJ (1948)
- Zukunftslied (1949)
- Fünf Kinderlieder (1949; Text: Bertolt Brecht)
- Friedenslied für eine Singstimme mit einer Begleitstimme (1951; Text: Bertolt Brecht nach Pablo Neruda)
- Der Augsburger Kreidekreis, eine dramatische Ballade für Musik (1952)
- Jakobs Söhne ziehen aus, im Ägyptenland Lebensmittel zu holen für Kinderchor, Soli und Instrumente (1953)
- Der anachronistische Zug, Ballade für Gesang, Klavier und Schlagzeug (1956)
- Kleines Lied für Gesang und Klavier (1965)
- Fünf Lieder für eine Singstimme (tief) und Gitarre, nach Worten von Eva Strittmatter (1969)
- Historie vom verliebten Schwein Malchus für Gesang solo (1973)
- Spruch für Gesang und Klavier (1973)
- Bei den Hochgestellten (1975)

### Instrumentalmusik

#### Orchesterwerke
- 1. Sinfonie (1926, 1929 bearbeitet)
- Trois mouvements symphoniques (1934; 1962 ergänzt mit Hommage á Bartók als 2. Sinfonie)
- Musik für 10 Bläser, 2 Piccolo-Flöten, Ziehharmonika, 4 Pauken und Klavier (1947; Fragment – Entwurf zur Suite für 15 Instrumente nach der Musik zu Mutter Courage und ihre Kinder)
- 6 Orchestrationen von internationalen Arbeitsliedern (um 1950)
- Sinfonischer Marsch für großes Orchester (1952–1953; 1963 bearbeitet als Sozialistische Festouvertüre)
- Trauermarsch für Blasorchester (1953)
- Orchestermusik 1955 (1955)
- In memoriam Bertolt Brecht für großes Orchester (1956–1957)
- Trauermusik für großes Blasorchester (1960)
- Bach-Variationen für großes Orchester (1963)
- Hommage á Verdi für großes Orchester (1963; Teil einer Gemeinschaftsarbeit mit Ján Cikker, Siegfried Matthus und Gerhard Wohlgemuth)
- Divertimento für großes Orchester (1964)
- Symphonische Mozart-Adaption nach dem Quintett KV 614 (1965)
- Orchestermusik Nr. 2 („Meer der Stürme“) (1967)
- Sonate für Klavier und Orchester (1967; Fragment)
- Orchestermusik Nr. 3 („Lenin“) mit dem Schlusschor Grabschrift für Lenin (1969)
- 3. Sinfonie (1970; Fragment)
- Orchestermusik Nr. 4 (1972–1973)
- Musik für 15 Streichinstrumente (1978–1979)

#### Kammermusik
- Concertino für Violine, Flöte, Klarinette und Horn (1924)
- Streichtrio (1927)
- Lustige Variationen über ein deutsches Volkslied („Hab mein’ Wagen vollgeladen“) für Klarinette, Fagott und Cembalo (1928, Rev. 1950)
- Sonatine für Viola und Klavier/Cembalo (1929)
- Etude (Burleske) für Violoncello und Klavier (1932)
- Hebräische Melodie für Violine und Klavier (1932)
- 1. Streichquartett (1932)
- Zwei kleine Studien für Violine und Violoncello (1932)
- Drei Flötenstücke für Flöte und Klavier (1933)
- 2 Streichtrios (1934–1936), Fragmente
- Suite für Alt-Saxophon und Klavier (1935)
- Jüdischer Tanz für Violine und Klavier (1940)
- Variationen über ein nordamerikanisches Volkslied für Klarinette und Klavier (1940)
- Nigun chassidi für Violine und Klavier (1941, Rev. 1950)
- Drei Violinstücke mit Klavier (1941–1942)
- 2 Kanons für Flöte, Klarinette und Fagott (1942)
- 2. Streichquartett (1942–1943)
- 3. Streichquartett (1943–1946)
- 4. Streichquartett (99 bars for barbara; 1948)
- 5 Tanzstücke für Mandoline, Gitarre und Akkordeon (1951)
- 5. Streichquartett (Quartettino; 1955)
- Quartettsatz (1957)
- Pastorale für Flöte, 3 Triangel und kleines Becken (1962)
- Kleines Stück für 2 Violinen (1965)
- Kleines Stück für Flöte und Posaune/Violoncello (1965)
- Zwei Studien für Klavier und Fagott (1965)
- Quattrodramma für 4 Violoncelli, 2 Klaviere, und 2 Schlagzeuger (1965)
- 6. Streichquartett (7 Sätze für Streichquartett; 1971)
- 3 Stücke für 2 Trompeten/Klarinetten und Posaune/Fagott (1971)
- Drei Grasmückenstücke für Flöte (1974)
- Fünf [Vier] Bagatellen für Viola und Klavier (1975)
- 7. Streichquartett (1975)
- Turmfanfare für 2 Trompeten und Posaune (1975)
- Quintett für Oboe, Klarinette, Fagott, Horn und Klavier (1978)

#### Musik für Tasteninstrumente
- Klaviersonate (1914–1917, 1948 bearbeitet)
- Kinderstücke für vier Hände (1927)
- 12 Studien (1932, 1933 bearbeitet als 9 Studien)
- 10 Kinderstücke (1934, 1948 und 1953 bearbeitet)
- Zwölfton-Versuche (1937)
- Guernica (um 1938)
- Tänzchen (um 1938)
- 11 jüdische Volkslieder (1946)
- W. A. Mozart: Kadenz zum Klavierkonzert C-Dur KV 467, 1. Satz (1946)
- Five little exercises (1948)
- Klavierstück über B-A-C-H (1948)
- Sonatine (1955)
- Vier kleine Stücke für Maxim (1955)
- 3 Intermezzi (1955, 1956 Nr. 2 bearbeitet)
- Kleiner Marsch für Hans Pischner für Cembalo (1964)
- Paraphrase über „Mariana“ von J. Gilbert für Orgel (1968)
- Für Helli, kleines Klavierstück (1971)
- Fantasietta in Cis (1971–1972)
- Sonatine (1975, bearbeitet für kleines Orchester und kleines Orchester mit Klavier)
- Fantasietta Nr. 2 (1976)
- Fantasietta Nr. 3 (1976)

## Diskografie (Auswahl)
- Die Graugans, Roswitha Trexler (Sopran), Hansachim Schiller (Klavier), 1970, Fünf Kinderlieder nach Brecht, Irmgard Arnold (Sopran), Paul Dessau (Wanzenklavier), 1958, Vier Liebeslieder, Jana Reh (Sopran), Thomas Blumenthal (Gitarre), 1999, Fünf Lieder, Roswitha Trexler (Sopran), Jutta Czapski (Klavier), 1996, RCA Red Seal/BMG Classics 2001.
- Die Verurteilung des Lukullus [Gesamtaufnahme], Renate Krahmer (Sopran), Helmut Melchert (Tenor), Peter Schreier (Tenor), Boris Carmeli (Bass), Rainer Lüdecke (Bass), Alfred Wroblewski (Bass), Rundfunk-Kinderchor Leipzig, Dietrich Knothe (Ltg.), Rundfunkchor Leipzig, Rundfunk-Sinfonieorchester Leipzig, Herbert Kegel (Ltg.), 1964, Berlin Classics 1993.
- Einstein [Gesamtaufnahme], Jutta Vulpius (Sopran), Annelies Burmeister (Alt), Henno Garduhn Tenor, Peter Schreier (Tenor), Theo Adam (Bass), Peter Olesch (Bass), Reiner Süß (Bass), Tristan Hafermalz (Klavier), Klaus Kirbach (Orgel), Helmut Oertel (Orgel), Chor der Deutschen Staatsoper Berlin, Hagen Stoy (Ltg.), Staatskapelle Berlin, Otmar Suitner (Ltg.), 1976–1978, Berlin Classics 1996.
- Lilo Herrmann, Mathilde Danegger (Rezitation), Berliner A-Cappella-Chor, Mitglieder des Rundfunk-Sinfonieorchesters Berlin, Paul Dessau (Ltg.), 1957, Fünf Kinderlieder nach Brecht, Roswitha Trexler (Sopran), Werner Pauli (Gitarre), 1973, Berlin Classics 1995.
- Hagadah shel Pessach, Gabriel Sadé (Tenor), Bernd Weikl (Bariton), Matthias Hölle (Bass), Alfred Muff (Bass), Berliner Männerchor „Carl Maria von Weber“, Chor des Norddeutschen Rundfunks, Hamburger Alsterspatzen, Philharmonisches Staatsorchester Hamburg, Gerd Albrecht (Ltg.), 1994, Capriccio 2000.
- House of Frankenstein, Moscow Symphony Orchestra, William Stromberg (Ltg.), 1994, Naxos 2007.
- Klavierwerke: Klaviersonate, Guernica, Fantasietta, Stücke für Klavier Nr. 1–9, Sonatine, Siegfried Stöckigt (Klavier), Dresdner Philharmonie, Herbert Kegel (Ltg.), 1979, Berlin Classics 1996.
- Leonce und Lena [Gesamtaufnahme], Brigitte Eisenfeld (Sopran), Carola Nossek (Sopran), Edda Schaller (Mezzosopran), Eberhard Büchner (Tenor), Henno Garduhn (Tenor), Peter Menzel (Tenor), Reiner Süß (Bass), Chor der Deutschen Staatsoper Berlin, Christian Weber (Ltg.), Staatskapelle Dresden, Otmar Suitner (Ltg.), 1980, Berlin Classics 1993.
- Orchesterwerke: In memoriam Bertolt Brecht, Bach-Variationen, Gewandhausorchester Leipzig, Paul Dessau (Ltg.), Orchestermusik Nr. 2, Rundfunk-Sinfonieorchester Leipzig, Herbert Kegel (Ltg.), Orchestermusik Nr. 4, Staatskapelle Berlin, Günther Herbig (Ltg.), 1960–1969, Berlin Classics 1994.
- Orchesterwerke II: Sinfonie Nr. 2, Rundfunk-Sinfonieorchester Berlin, Rolf Kleinert (Ltg.), Symphonische Mozart-Adaptionen, Staatskapelle Berlin, Otmar Suitner (Ltg.), „Lenin“ Orchestermusik Nr. 5, Walter Olbertz (Klavier), Chor der Deutschen Staatsoper Berlin, Christian Weber (Ltg.), Kinderchor des Deutschlandsenders, Manfred Roost (Ltg.), Staatskapelle Berlin, Paul Dessau (Ltg.), 1965–1971, Berlin Classics 1997.
- Puntila [Gesamtaufnahme], Irmgard Arnold (Sopran), Sylvia Pawlik (Sopran), Erna Roscher (Sopran), Hannerose Katterfeld (Mezzosopran), Annelies Burmeister (Alt), Erich Witte (Tenor), Kurt Rehm (Bariton), Reiner Süß (Bass), Chor der Staatsoper Berlin, Staatskapelle Berlin, Paul Dessau (Ltg.), 1968, Berlin Classics 1994.